# 장세환 (아나운서)
장세환은 대한민국의 아나운서다.

## 경력
- 2007년 ~ 2009년 : OBS경인TV 아나운서